# Ludwig Pöhler
Ludwig Pöhler (Hameln, 11 gennaio 1916 – 26 marzo 1975) è stato un calciatore tedesco, di ruolo centrocampista.